# 曹師稷
曹師稷（？—？），號銘石，南直隸常州府宜興縣人，民籍，明朝政治人物。

## 生平
萬曆三十七年（1609年）己酉科應天鄉試舉人，四十四年（1616年）丙辰科進士，吏部觀政，四十六年八月授中書舍人，天啓元年丁憂。三年補原职，四年廣東主考，七年（1627年）十二月考選授刑科給事中，崇禎二年（1629年）升刑科右，八月升太常寺少卿。三年降职。

## 家族
曾祖曹琦，都察院都事。祖父曹景阳，奉政大夫。父，光禄寺署丞。